# Ömnö-Gobi-Aimag
Koordinaten: 43° 0′ N, 104° 0′ O

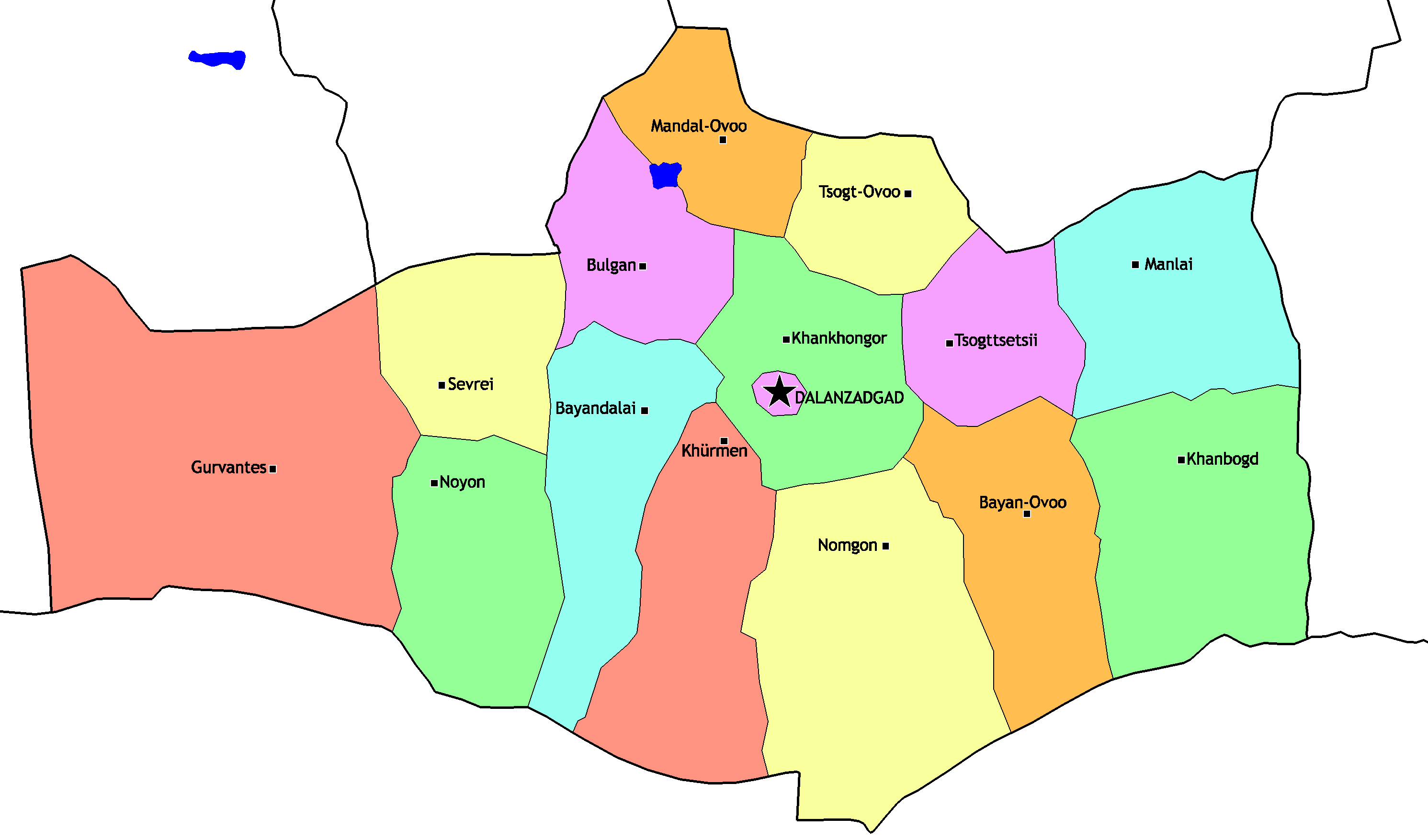
Die Sum des Ömno-Gobi-Aimag (englische Schreibweise der Namen)

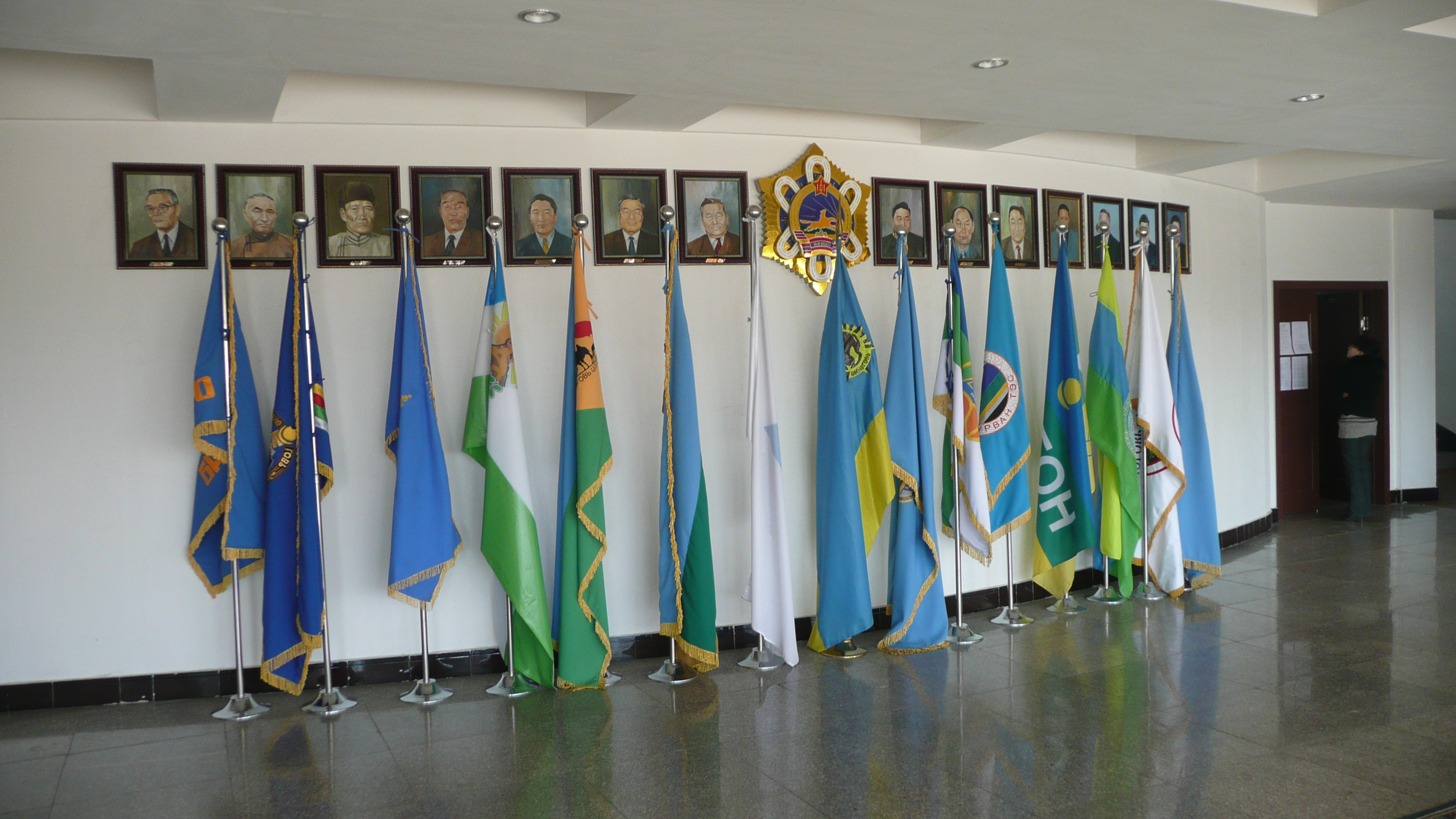
Flaggen der Landkreise in der Aimag-Verwaltung

Der Ömnö-Gobi-Aimag (mongolisch Өмнөговь Аймаг ‚Süd-Gobi-Aimag‘) ist ein Aimag (Provinz) der Mongolei, im Süden des Landes in der Wüste Gobi an der chinesischen Grenze gelegen. Die Hauptstadt ist Dalandsadgad.
Ömnö-Gobi beherbergt mehrere bekannte Touristenattraktionen, wie die flammenden Felsen von Bajandsag, den Nationalpark Gobi Gurwan Saichan und die singenden Dünen von Khongoryn Els.

## Wirtschaft
Der Aimag ist reich an Bodenschätzen wie Kohle, Gold und Kupfer. Zu Beginn des 21. Jahrhunderts werden große Anstrengungen zur Entwicklung der Infrastruktur unternommen, um die reichen Rohstoffvorkommen von Tawan Tolgoi (Kohle) und auch Ojuu Tolgoi (Kupfer, Gold) erschließen zu können. Neben dem Bergbau dominiert hier die Viehzucht (400.000 Ziegen, 290.000 Schafe, 130.000 Kamele, 70.000 Pferde). Pro Jahr werden 7.000 Tonnen Kamelhaar und 130 Tonnen Kaschmirwolle exportiert.

## Verkehr
Der Flughafen Dalandsadgad (ZMDZ/DLZ) verfügt über eine unbefestigte Landebahn und seit 2007 auch über eine befestigte Piste. Er wird von regelmäßigen Flügen von und nach Ulaanbaatar bedient. Im gesamten Aimag gibt es ferner private Flughäfen in den Landkreisen Chanbogd und Tsogttsetsii, die im Zusammenhang mit den Bergbauprojekten Tawan Tolgoi bzw. Ojuu Tolgoi errichtet wurden und von den nationalen Fluggesellschaften Eznis Airways und Aero Mongolia angeflogen werden.

## Archäologie
Vor rund 2000 Jahren ereignete sich im Gebiet des heutigen Ömnö-Gobi-Aimag ein Massaker durch Angreifer der Xiongnu an chinesischen Soldaten, belegt durch Ausgrabungen in der archäologischen Fundstätte Bayan bulag.

## Administrative Gliederung
| Sum          | Mongolisch  | Bevölkerung (1994) | Bevölkerung (2003) | Bevölkerung (2005) | Bevölkerung (2009) | Sum Zentrum population | Fläche (km²) | Dichte (/km²) |
| ------------ | ----------- | ------------------ | ------------------ | ------------------ | ------------------ | ---------------------- | ------------ | ------------- |
| Bajandalai   | Баяндалай   | 2.125              | 2.360              | 2.338              | 2.316              | 651                    | 10.751       | 0,22          |
| Bajan-Owoo   | Баян-Овоо   | 1.577              | 1.569              | 1.539              | 1.574              | 544                    | 10.474       | 0,15          |
| Bulgan       | Булган      | 2.421              | 2.433              | 2.430              | 2.395              | 929                    | 7.498        | 0,32          |
| Chanbogd     | Ханбогд     | 2.161              | 2.451              | 2.659              | 3.154              | 1.361                  | 15.151       | 0,21          |
| Chan chongor | Хан хонгор  | 2.559              | 2.931              | 2.542              | 2.376              | 616                    | 9.931        | 0,24          |
| Chürmen      | Хүрмэн      | 1.968              | 1.951              | 1.910              | 1.796              | 495                    | 12.393       | 0,14          |
| Gurwantes    | Гурвантэс   | 2.983              | 3.376              | 3.524              | 4.034              | 1.842                  | 27.967       | 0,14          |
| Mandal-Owoo  | Мандал-Овоо | 2.345              | 2.166              | 2.004              | 1.954              | 603                    | 6.433        | 0,30          |
| Manlai       | Манлай      | 2.215              | 2.422              | 2.431              | 2.450              | 608                    | 12.418       | 0,20          |
| Nojon        | Ноён        | 1.417              | 1.468              | 1.390              | 1.318              | 401                    | 10.550       | 0,12          |
| Dalandsadgad | Даланзадгад | 12.391             | 15.308             | 15.954             | 17.946             | 16.856                 | 476          | 37,70         |
| Sewrei       | Сэврэй      | 2.216              | 2.423              | 2.309              | 2.191              | 709                    | 8.095        | 0,27          |
| Tsogt-Owoo   | Цогт-Овоо   | 1.863              | 1.761              | 1.672              | 1.666              | 619                    | 6.526        | 0,26          |
| Tsogttsetsii | Цогтцэций   | 1.990              | 2.130              | 2.155              | 2.642              | 1.043                  | 7.246        | 0,36          |